# 김은숙 (농구인)
김은숙(金銀淑, 1963년 3월 31일 ~ )은 대한민국 여자 농구 국가대표팀 선수였다. 포지션은 가드였다.

## 선수 경력
1982년 숭의여자고등학교를 졸업하고 창단팀 신용보증기금 농구단에 입단하였다. 숭의여고 시절 '초고교급 가드'로 일찌감치 인정받아 명문팀과의 계약이 유력시 되었지만 '여자 농구의 대모' 박신자를 감독으로 추대하고 고교 유망주들을 적극적으로 영입하는 등 다음 해 시작될 농구대잔치를 위해 적극적인 스카웃 노력을 기울인 신용보증기금과 결국 계약이 이루어졌다. 1982년 10월 필리핀 마닐라에서 열린 아시아 청소년 여자 농구 선수권 대회를 위한 청소년 대표팀에 선발되어 주전 가드로서 활약하였으나 대한민국팀은 중국에 밀려 은메달에 그쳤다.
1984년 5월 쿠바 아바나에서 열린 프레올림픽에 처음 국가대표로 선발되었으며 1984년 LA 올림픽에서는 백업 가드로서 미국과의 결승전 등 세 경기에 교체 출장하며 은메달을 거머쥐었다. 그해 10월에는 중국 상하이에서 열린 아시아 여자 농구 선수권 대회에도 참가, 인도 전에서 최애영을 대신하여 베스트 5로 선발 출장 하는 등 백업 가드로 활약하며 대한민국팀의 대회 4연패에 일조하였다.
1986년에도 국가대표팀에 선발되어 세계 여자 농구 선수권 대회와 아시안게임에 출전하지만 '만년하위팀'의 오명을 극복하지 못한 소속팀의 부진으로 인해 대중들의 조명을 크게 받지는 못하였다. 1987-88 시즌 농구대잔치에서 국가대표 구정희와 함께 황금 가드 콤비를 이루며 잠시 돌풍을 일으키기도 했지만 신생팀의 핸디캡과 포스트진의 부재로 우승권에 근접하지 못하고 1988-89 시즌을 끝으로 은퇴를 선언하였다.

## 학력
- 숭의여자고등학교

## 소속팀
- 신용보증기금